# Oxyuranus temporalis
Oxyuranus temporalis (лат.) — вид змей из семейства аспидов.

## Внешний вид
Крупная змея массой 350—374 г со стройным телом, длина которого без хвоста достигает 115—146 см. Длина хвоста — 19,1—21 см. Туловище покрыто гладкими слегка выпуклыми чешуями. Сразу за головой туловищные чешуи расположены в 31—32 ряда, а на расстоянии длины головы от её заднего края — 24—28 рядов. Вокруг середины тела 21 ряд чешуй, кзади их количество уменьшается до 17 или 15. Брюшных щитков 240—252, подхвостовых 57-61 пар. Анальный щиток один.
Голова прямоугольной формы, сужается к широко округлому переднему концу. Её длина от кончика морды до заднего края теменных щитков составляет 28,7—30,6 мм, ширина — 15,5-20,2 мм. От кончика морды назад проходит гребень, слегка заходя за глаз. Глаза крупные, чёрные, из-за чего при нормальном освещении зрачок не виден. Межчелюстной щиток крупный, выгнут со спинной стороны, с крупной округлой ямкой для языка. Носовой щиток один, с крупной ноздрёй, направленной назад. Нижний край ноздри достигает края носового щитка. Межносовые щитки почти квадратные, достигают примерно половины длины крупных предлобных. Лобный щиток пятиугольной формы, с широким передним и сходящимся под углом 45° задним краем. Надглазничные удлинённые, длина превосходит ширину в 2,5 раза. Предглазничный щиток один, отделён от лобного, но передним нижним краем касается носового. Заглазничных щитка два, при этом нижний примерно в два раза больше верхнего. Височных щитков три: один передний и два задних. Теменные щитки крупные, удлинённые, с небольшим поперечным швом у заднего края. Вехнегубных щитков 6, нижнегубных 6 или 7 (если считать верхнегубным небольшой щиток под шестым верхнегубным). На верхнечелюстной кости имеется один ядовитый зуб, за которым расположен меньший неядовитый. На нёбе 8 зубов, расположенных в задней части. На зубной кости 10 зубов.
Туловище сверху рыжевато-коричневое. Чешуйки в задней его части с более светлыми или тёмными нижними краями, которые складываются в прерывистые диагональные линии. Верх и бока головы от уровня глаз до заднего края теменных щитков жёлто-коричневые, а передняя и нижняя части головы более светлые, бежево-коричневые. Передняя часть языка чёрная. Края рта розовато-лиловые. Брюшные щитки светло-желтовато-серые, на некоторых передних щитках могут быть мелкие оранжевые пятна. По бокам брюшные щитки коричневые, как и туловищные. Подхвостовые щитки к концу хвоста становятся всё более коричневыми.
От других тайпанов отличается наличием одного, а не двух, переднего височного щитка. От обыкновенного тайпана отличается также чёрной, а не ярко оранжевой радужной оболочкой, а от тайпана Маккоя — меньшим числом чешуй вокруг середины тела и как правило более бледной чем туловище мордой. Внешне напоминает обитающую совместно Pseudonaja mengdeni, от которой внешне отличается загнутым кончиком морды, слабым развитием оранжевых пятен на брюхе и большей длиной взрослых особей.

## Ареал
Обитает в центральной Австралии. Голотип был собран на востоке штата Западная Австралия, ещё четыре экземпляра — в Большой пустыне Виктория. Кроме того, вид обнаружен на Северной территории.

## Образ жизни и поведение
Голотип был пойман на красных песках среди дюн с эвкалиптами, гревиллеей и триодией. В пищеварительном тракте известных экземпляров находили мелких млекопитающих — ложную мышь (Pseudomys sp.), тушканчиковую мышь Notomys alexis, а также узконогих сумчатых мышей (Sminthopsis sp.). Вид активен в первые три часа после рассвета и вечером. Относительно неагрессивный, при появлении человека поднимает голову и наблюдает, а не принимает защитную позу или убегает. Однако если его спровоцировать, он становится в угрожающую позу, характерную для других тайпанов и ложных кобр Гюнтера.

## Яд
По данным Барбер с соавторами, яд O. temporalis имеет более простой состав, чем у двух других видов тайпанов, и состоит преимущественно из короткоцепочных постсинаптических нейротоксинов, активность которых выше, чем у других тайпанов. Напротив, он содержит лишь незначительное количество коагулянтов и пресинаптических нейротоксинов. Полулетальная доза яда O. temporalis для мышей составила 0,075 мг/кг массы тела, что делает его вторым по летальности среди тайпанов после тайпана Маккоя. Исследования in vitro подтвердили, что яд этого вида не повышает свёртываемость крови.

## Взаимодействие с человеком
Международный союз охраны природы относит вид к категории вызывающих наименьшие опасения в связи с широким распространением и отсутствием видимых угроз.
Две особи этого вида в исследовательских целях содержатся в зоопарке Аделаиды. При предварительной оценке природоохранного статуса вида Бреннан с соавторами предположили, что он может представлять высокий интерес для террариумистов, в связи с чем подвергаться незаконному вылову и продаже, однако по данным МСОП он редко встречается в международной торговле дикими видами.

### Комментарии
1. ↑  у фиксированных коллекционных экземпляров несколько шире, чем у живых, предположительно из-за расслабления челюстных мышц после смерти